# Atresia vaginal
La atresia vaginal es una malformación congénita que tiene como resultado la ausencia de la vagina y del útero. Es causada por un fallo en el desarrollo de los conductos de Müller, una estructura embrionaria que da lugar al aparato reproductor femenino. Esta malformación no afecta al desarrollo normal de los ovarios, que tienen su origen en una estructura distinta, por lo que las mujeres afectadas desarrollan caracteres sexuales secundarios durante la pubertad. Sin embargo, la ausencia del útero conlleva la falta de menstruación y esterilidad.